# Willowby
Willowby est une localité, très peu peuplée de la région de Canterbury, située dans l’Île du Sud de la Nouvelle-Zélande.

## Situation
Elle est localisée dans le secteur de Mid-Canterbury (en), au sud de la ville d'Ashburton, qui est la principale ville du secteur.
D’autres localités comprennent les villes de Hinds et Lynnford vers le sud-ouest,  Eiffelton vers le sud et Huntingdon vers l’est .

## Activité
L’activité économique primaire autour de Willowby est l'agriculture.

## Éducation
Jusqu’en 2000, l’éducation primaire était fournie par l’école de 'Willowby School'.
Cette année-là, trois écoles locales fusionnèrent pour former l’école de 'Longbeach School', qui est située sur l’ancien site de l’école de ' Willowby School'.
Elle accueille les élèves allant de l’année 1 à 8 et a un effectif de 120 enfants pour cinq enseignants .

## Géographie
Willowby est localisée dans la plaine de Canterbury entre le trajet du fleuve Ashburton et le fleuve Rangitata. 
L'Océan Pacifique est à courte distance au-delà, avec les villes d’Effelton et de Waterton entre 'Willowby' et la ligne de côte.
Au tournant du XXIe siècle, des efforts locaux pour améliorer la qualité de l’environnement de la ville de Willowby furent entrepris.
Une pointe de galet sans végétation fut convertie en 'Réserve Communautaire de Willowby', et d’autres projets ont été entrepris avec l’assistance du gouvernement local .

## Religion
Willowby autrefois avait sa propre église méthodiste.
Elle fut fondée en 1876 et fut fermée en 1992.
Ses vitres peintes sont maintenant dans l’église méthodiste de 'Baring Square Methodiste’  dans la ville d’ Ashburton, et une tapisserie créée par un membre de l'église méthodiste de 'Willowby 'pour célébrer son centenaire en 1976, qui fut donnée à l'église méthodiste de la ville de Tinwald .

## Services
Willowby a sa propre brigade de volontaires ruraux de l’unité de lutte contre l’incendie. 
Il couvre un bassin situé entre le fleuve Ashburton et le fleuve Hinds et fut fondé pour servir la communauté des fermes locales, en particulier durant les étés secs.
Elle a 21 membres, et comme faisant partie du service national rural de lutte contre les incendies, elle peut fournir une assistance et un recours aux autres unités volontaires de la région environnante .

## Transport
La ville de Willowby est située en dehors des routes de transport.
La route State Highway 1/S H 1 et ligne de chemin de fer de la ligne principale du sud (en) passent à proximité à travers la ville de 'Winslow' en direction du nord-ouest.